# Armillaria mellea
El hongo de miel (Armillaria mellea) es un hongo que puede ser patógeno para las plantas. Causa pudrición de las raíces en muchas especies de plantas. La seta es comestible pero ciertas personas pueden ser intolerantes a ellas. El hongo produce en determinados momentos setas alrededor de la base de los árboles infectados. Dado que el hongo produce pudrición radicular los síntomas principales se detectan en las copas de los árboles y la muerte o marchitamiento de ramas.
Esta especie es capaz de producir luz por bioluminiscencia.
En ruso, se llama "abridor del otoño" porque suele aparecer en los fines de octubre y el comienzo de noviembre.

## Características macroscópicas
Sombrero que en su máximo esplendor puede alcanzar los 15 cm, de convexo a aplanado u ondulado, algo deprimido en la vejez y ligeramente mamelonado, de color miel, aunque a veces con tonos amarillentos, suele estar recubierto de pequeñas escamas parduzcas que tienden a veces a desaparecer por causa de la lluvia.
Láminas un tanto decurrentes, de color claro cuando la seta es joven, después amarillentas, manchándose de pardo o rojizo en la vejez.
Pie por lo general muy largo, curvado e incluso fusiforme, de color ocre amarillento, que se va volviendo marrón con el tiempo. Posee un anillo amplio, membranoso y persistente de color amarillento.
Carne blanquecina y firme en el sombrero, leñosa y fibrosa en el pie, de sabor suave en los ejemplares jóvenes, amargo y desagradable en los ejemplares adultos, y de olor fuerte no muy agradable.

## Patógeno en las plantas
El hongo Armillaria mellea (mal blanco de las raíces) es el causante de una enfermedad en las plantas sensibles que provoca la putrefacción del sistema radicular, lo que hace que la planta muera por inanición, ya que no puede absorber el agua ni los nutrientes del suelo.
Esta enfermedad es bastante común en árboles que se encuentran en terrenos compactos, pesados y húmedos donde el sistema radicular está sometido a condiciones de asfixia. También es fácil que aparezca en plantaciones jóvenes asentadas en áreas anteriormente con aprovechamiento forestal.
Afecta a muchos arbustos y árboles, entre los cuales se encuentran: mangos, cerezos, melocotoneros, caquis, pistachos, almendros, albaricoqueros, ciruelos, papayos, coscoja, rosales, vides etc.

### Síntomas y daños
Los síntomas sobre las raíces son fácilmente reconocibles, empiezan por un pardeamiento y posterior ennegrecimiento de la corteza.

A medida que los parásitos progresan a lo largo del aparato radicular, los primeros tejidos atacados de la corteza se disgregan, transformándose en una masa fibrosa, que va de color marrón a negro, según su especie.
Cuando la infección alcanza a las raíces próximas al cuello, puede ocurrir que progrese de modo ascendente hacia la base del tronco, apareciendo una lesión al pie del mismo y manifestándose en esta zona exudaciones de savia o goma, según la especie arbórea de que se trate.
Sobre las partes aéreas, este hongo produce síntomas que no son del todo típicos de los hongos de podredumbre, sino más bien debidos a cualquier otra alteración del sistema radicular.

### Organismo causal (identificación y diagnóstico)
Su micelio difiere del de la mayoría de los himenomicetos en que las conexiones tipo abrazadera están presentes sólo durante una fase del ciclo de vida. Los rizomorfos son largas agregaciones negras y filiformes de micelio. Los hongos portadores de agallas con esporas blancas, producidas en grupos alrededor de los tocones muertos, tienen una base gruesa y un anillo adherido al estipe.
Un único cuerpo fructífero puede producir basidiosporas en cuatro grupos de compatibilidad sexual (apareamiento tetrapolar). Las colonias producidas en cultivo por basidiosporas haploides simples producen un crecimiento micelial esponjoso, mientras que las colonias producidas por micelio diploide producen un crecimiento micelial plano, costroso y con frecuencia oscuro.

### Ciclo de la enfermedad y epidemiología
Armillaria mellea posee unos rizomas bien desarrollados, acordonados, brillantes y de color castaño oscuro. Los carpóforos, comúnmente denominados setas, son órganos efímeros que duran sólo hasta que las basidiosporas se diseminan, componiéndose de un pie o estirpe que soporta el sombrerillo de color amarillo miel (de donde deriva el nombre específico “melleus”), salpicado de escamas o pelillos más o menos oscuros. Al principio es claramente convexo y más tarde plano o incluso cóncavo, con el margen revuelto. Su tamaño es variable, oscilando entre 6 y 12 cm de diámetro.
La parte interior del sombrerillo se halla ocupada por laminillas radiales sobre las que se producen las esporas hialinas; laminillas que primeramente son blanquecinas pero que más tarde se vuelven de un blanco sucio y se quedan adheridas al estirpe sin dejar hueco.
Estos carpóforos se hallan en campo principalmente durante los meses de septiembre octubre y noviembre, siempre antes de las heladas invernales. Llegan a alcanzar alturas de 30 cm.
Las esporas y los rizomorfos llegan a desempeñar papeles completamente distintos en el ciclo biológico del hongo. Mediante las esporas, el hongo se implanta en los tocones muertos y demás tejidos alterados y forma nuevos centros de difusión, a partir de los cuales, y mediante los rizomorfos del tipo subterráneo, la infección se extiende a las plantas contiguas, penetrando a través de todo tipo de heridas o bien por los tejidos ya muertos y, en algunos casos, también en los completamente sanos.
Estos rizomorfos se adhieren a las raíces, pero también pueden avanzar libremente en el suelo. A nivel del cambium, el hongo se presenta bajo la forma de cordones planos, lanosos, de color blanco nacarado, conocidos como rizomorfos. En las raíces de un diámetro suficiente, estos cordones se distribuyen en forma de abanico o bien en palmetas, pudiendo formar a veces placas miceliares continuas.

### Control
No existe un tratamiento para esta enfermedad. Los árboles afectados por Armillaria mellea deben ser cortados. La mejor estrategia es la prevención. Un suelo demasiado regado o con un mal drenaje puede favorecer la aparición del hongo.
Una buena manera de prevenir la infección del árbol es rodearlo de árboles resistentes a la enfermedad; las raíces de éstos emitirán compuestos que neutralizan el avance del micelio. Ejemplos de árboles resistentes: el boj, el fresno, el mirto, el pino carrasco o el algarrobo.
Si se van a plantar árboles en terrenos contaminados se deberán extirpar y destruir todos los tocones y raíces preexistentes en el terreno, regando con SO4Fe (solución al 10%) aquellas zonas donde no puedan extraerse las raíces; después se debe labrar y desmenuzar la tierra y airearla.